# Rada evropských biskupských konferencí

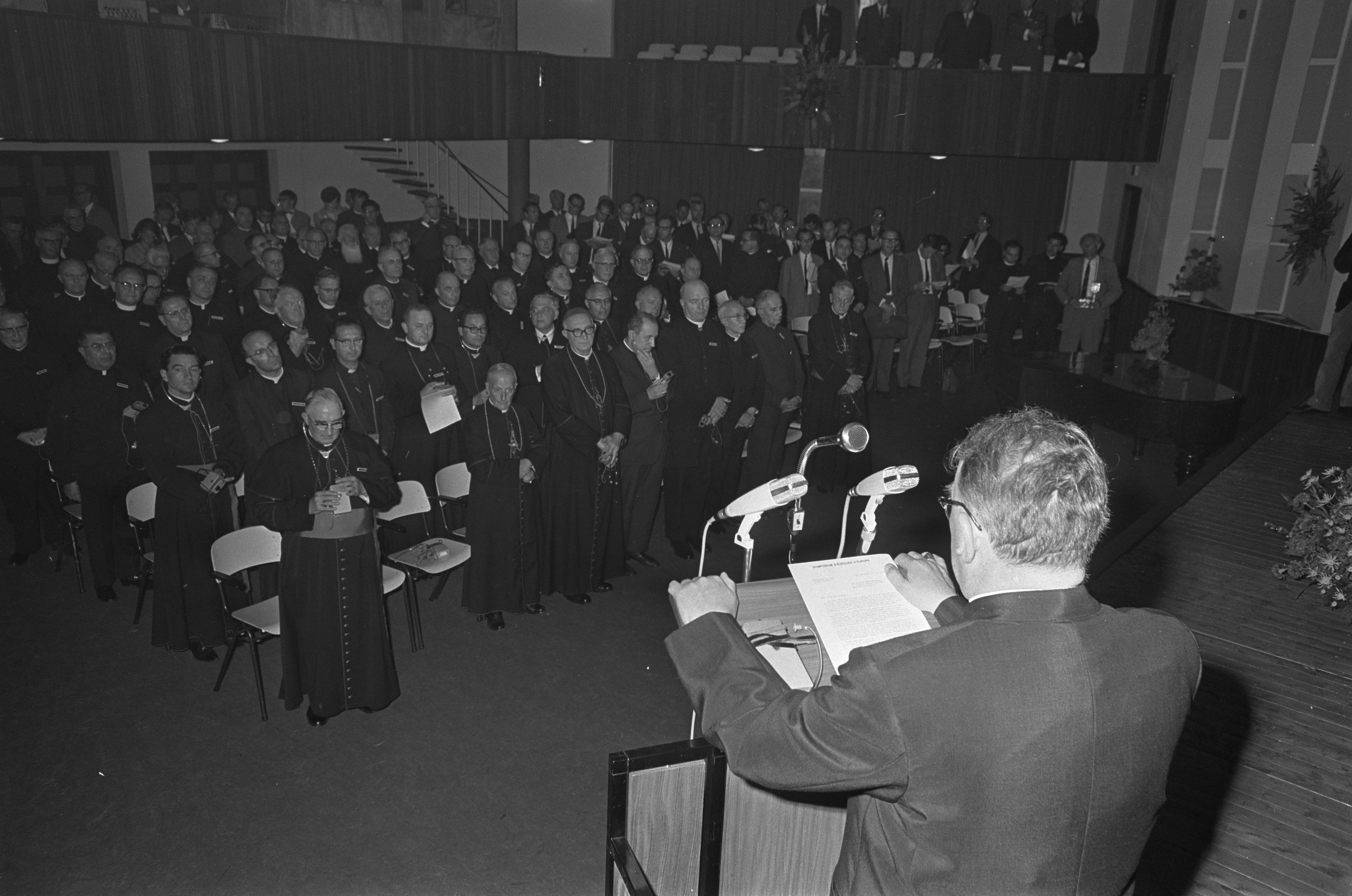
fotografie z Rady

Rada evropských biskupských konferencí (latinsky Consilium Conferentiarum Episcoporum Europae, ve zkratce CCEE) sdružuje předsedy 33 biskupských konferencí Evropy a evropské biskupy, kteří jsou ve svém státě jedinými katolickými místními ordináři (Lucembursko, Monako, Kypr a Moldavsko; od roku 2011 také mukačevský řeckokatolický eparcha jako představitel katolické církve na Podkarpatské Rusi). Byla založena v březnu 1971 v Římě. Generální sekretariát Rady sídlí ve švýcarském St. Gallenu.

## Prezidenti Rady evropských biskupských konferencí
- Roger Marie Élie kardinál Etchegaray, arcibiskup marseilleský (1971–1979)
- George Haliburton Basil kardinál Hume OSB, arcibiskup westminsterský (1979–1986)
- Carlo Maria kardinál Martini SJ, arcibiskup milánský (1986–1993)
- Miloslav kardinál Vlk, arcibiskup pražský (1993–2001)
- Amédée Antoine-Marie Grab OSB, biskup churský (2001–2006)
- Péter kardinál Erdő, arcibiskup ostřihomsko-budapešťský (2006-2016)
- Angelo kardinál Bagnasco, arcibiskup janovský (2016-2021)
- Gintaras Grušas, arcibiskup vilniuský (od 2021)